# Jakobuskirche (Schainbach)

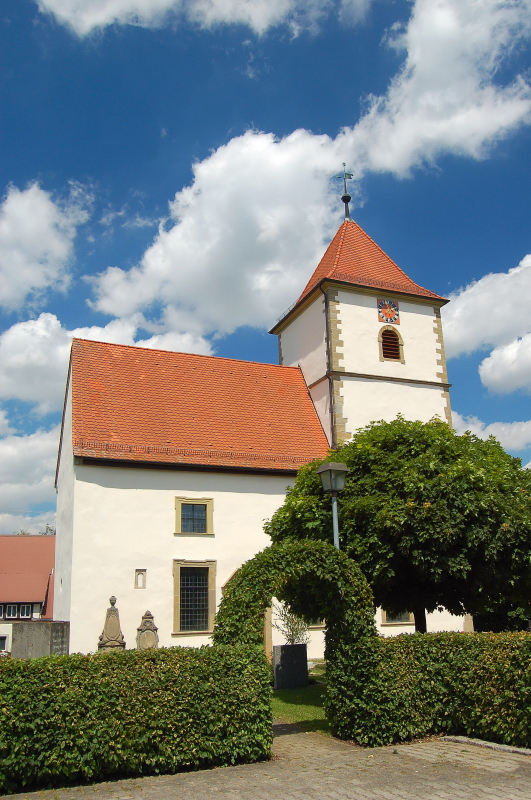
Jakobuskirche in Schainbach

Die Jakobuskirche steht im Weiler Schainbach in der Gemeinde Wallhausen im Landkreis Schwäbisch Hall in Baden-Württemberg. Das Bauwerk ist beim Landesamt für Denkmalpflege Baden-Württemberg als Baudenkmal eingetragen. Die Kirchengemeinde gehört zum Kirchenbezirk Blaufelden der Evangelischen Landeskirche in Württemberg.

## Beschreibung

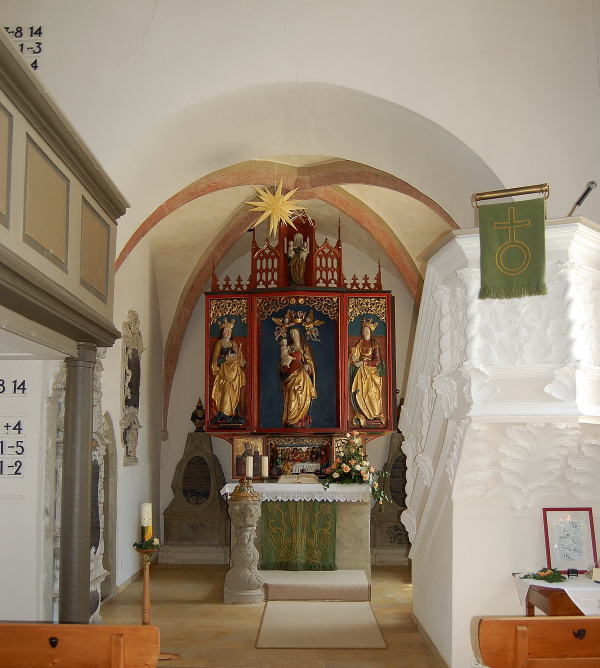
Altar

Die 1721 gebaute Saalkirche besteht aus einem Langhaus und einem romanischen Chorturm im Osten, der 1825 mit einem Geschoss für die Turmuhr und den Glockenstuhl mit zwei Kirchenglocken aufgestockt und mit einem Pyramidendach bedeckt wurde.

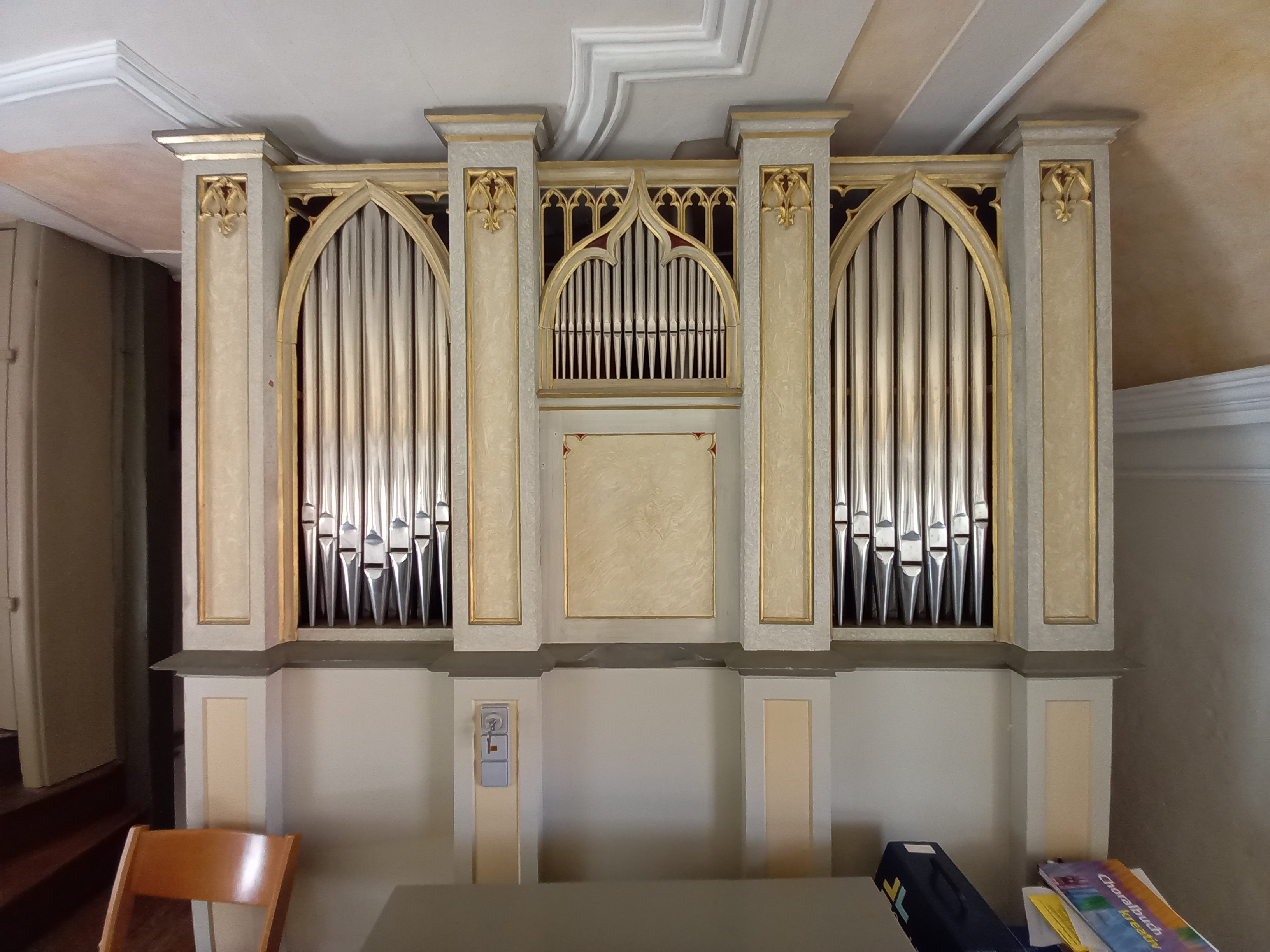
Orgel

Der Innenraum des Chors, also das Erdgeschoss des Chorturms, ist mit einem Kreuzrippengewölbe überspannt. Zur Kirchenausstattung gehört ein um 1500 gebauter Flügelaltar, dessen Flügel mit Reliefs versehen sind, auf denen die heilige Katharina und die heilige Barbara dargestellt sind.
Eine Orgel mit 7 Registern wurde 1866 von der Giengener Orgelmanufaktur Gebr. Link errichtet.